# (3237) Victorplatt
(3237) Victorplatt est un astéroïde de la ceinture principale.

## Description
(3237) Victorplatt est un astéroïde de la ceinture principale. Il fut découvert le 25 septembre 1984 à l'Observatoire Palomar par  John Platt. Il présente une orbite caractérisée par un demi-grand axe de 3,01 UA, une excentricité de 0,07 et une inclinaison de 9,1° par rapport à l'écliptique.
Il est nommé d'après le père de John Platt.

## Compléments